# نانسي غونزاليس
نانسي غونزاليس (بالإسبانية: Nancy González)‏ هي متسابقة ملكة الجمال فنزويلية، ولدت في 1943 في بويرتو لا كروز في فنزويلا.